# 7,5-cm Pak 41
Pour les articles homonymes, voir Canon de 75 mm.
Le 7,5 cm Pak 41 (PanzerAbwehrKanone 41, littéralement « canon antichar modèle 1941 » de 75/55 mm) est un canon antichar tracté allemand de la Seconde Guerre mondiale. Construit en très peu d'exemplaires, il est conçu selon le principe Gerlich de canon à âme conique : le tube, d'une longueur de 58 calibres, se rétrécit progressivement jusqu'à 55 mm à la bouche, ce qui augmente grandement la vitesse initiale de l'obus et accroît ainsi ses capacités antichar, à courte et moyenne distance. Utilisant des munitions à jupes déformables APCNR au carbure de tungstène, le manque de cette matière première limitera l'utilisation de l'arme, l'obus « ersatz » se montrant inférieur à la Panzergranate 39 du Pak 40 standard.
Le Pak 41 est le troisième et plus puissant canon antichar à âme conique développé pour l'Armée allemande, après les 2,8-cm sPzB 41 et le 4,2-cm le.Pak 41 . Il est différent, bien que similaire, du prototype Waffe 0725 (KwK 42) prévu pour le char VK 36.01(H), non développé. Une autre de ses caractéristiques est l'absence d'affût à suspension, les roues en caoutchouc plein étant fixées sur le bouclier. Le berceau du canon est placé dans une rotule (kugelblende (de)) au centre du bouclier.
Les contraintes de la munition (forçage de l'obus dans l'âme) limite la durée de vie du tube à 500 coups.

## Munitions
Les obus à haute vitesse initiale se rétrécissant de 75 mm à 55 mm de diamètre, il n'est pas développé de munition explosive.

### Panzergranate 41 HK
APCNR sous-calibré avec noyau au carbure de tungstène. Hk est l’abréviation de Hartkern, noyau dur.
- Poids du projectile : 2,59 kg dont 900 g pour le noyau.

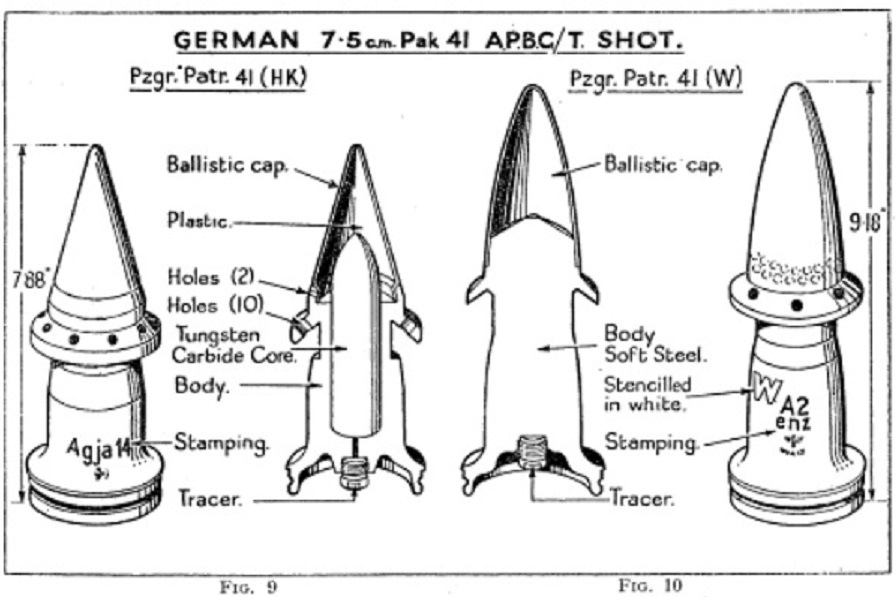
Schéma des munitions Panzergranaten 41

- Poids de la munition avec douille : 7,76 kg
- Vitesse initiale : 1 220 m/s

| Distance  | Pénétration à 30 degrés | Pénétration à 30 degrés | Pénétration à 30 degrés |
| --------- | ----------------------- | ----------------------- | ----------------------- |
| Sources : | [ 4 ]                   | [ 5 ]                   | [ 6 ]                   |
| 100 m     | 198 mm                  | -                       | 193 mm                  |
| 500 m     | 172 mm                  | 171 mm                  | 171 mm                  |
| 1 000 m   | 140 mm                  | 145 mm                  | 136 mm                  |
| 1 500 m   | -                       | 122 mm                  | 122 mm                  |
| 2 000 m   | -                       | 102 mm                  | 102 mm                  |

### Panzergranate 41 (W)
APCNR sous-calibré en fer doux, développé en 1943 pour remplacer la munition au tungstène. « W » ne veut pas dire Wolfram, mais bien Weicheisen, « fer doux ».
- Poids du projectile : 2,5 kg
- Vitesse initiale : 1 230 m/s

| Distance | Pénétration à 30 degrés |
| -------- | ----------------------- |
| 100 m    | 97 mm                   |
| 500 m    | 80 mm                   |
| 1 000 m  | 70 mm                   |
| 1 500 m  | 60 mm                   |